# Brünngraben
Die Ortschaft Brünngraben zählt 95 Einwohner (Stand: 1. Jänner 2024) und gehört mit 232,17 Hektar zur gleichnamigen Katastralgemeinde in der Weinbaugemeinde Sankt Andrä-Höch im Sausaler Weingebiet in der Steiermark in Österreich.

## Lage
Brünngraben liegt circa einen Kilometer östlich von Sankt Andrä im Sausal. Nach Rettenberg im Süden sind es ebenfalls etwa einen Kilometer. Zwei Kilometer im Osten liegt der Demmerkogel und nach Norden liegt nach zweieinhalb Kilometer Neudorf im Sausal.

## Geschichte
1934 zählte der Ort 169 Einwohner. Von 1938 bis 1945 gehörte Brünngraben zum Kreis Leibnitz und heute zum Bezirk Leibnitz. Die Bevölkerung lebte hauptsächlich von der Landwirtschaft und dem Weinbau, heute teilweise auch vom Tourismus (Reiterhof etc.). 

## Feste und Feiern
In der zweiten Septemberwoche wird in Brünngraben das Erdäpfelfest begangen.